# Elasmosoma
Elasmosoma (лат.) — род паразитических наездников из семейства Braconidae. Мирмекофилы.

## Описание
Встречаются в Голарктике (около 10 видов). В России 2 вида. Длина тела около 2 мм. Эндопаразитоиды взрослых особей муравьёв, главным образом, из рода Formica, а также Camponotus и Polyergus. Виды Elasmosoma marikovskii Tobias, 1986 (Казахстан) и Elasmosoma platamonense Huddleston, 1976 в 1993 году были выделены в отдельный род Kollasmosoma.
- Elasmosoma berolinense Ruthe, 1858 — Палеарктика
- Elasmosoma depressum van Achterberg & Koponen, 2003 — Эстония[4]
- Elasmosoma lindae Huddleston — Монголия
- Elasmosoma luxemburgense Wasmann, 1909 — Европа
- Elasmosoma michaeli Shaw, 2007 — США
- Elasmosoma pergandei Ashmead — Монголия, Таджикистан, Северная Америка
- Elasmosoma trichopygidium Blkb. — Япония